# Вернадський Василь Іванович
Васи́ль Іва́нович Верна́дський (*1769 — †1838) — військовий лікар. Батько Івана Вернадського, дід Володимира Вернадського, прадід Георгія Вернадського.

## Біографія
Навчався в Києво-Могилянській академії, згодом у Московській військово-медичній академії, закінчивши яку, отримав звання військового лікаря.
Учасник наполеоновських війн. Брав участь у воєнній кампанії 1799 року —  у поході на чолі з Олександром Суворовим до Італії, згодом потрапив у полон до французів. За те, що лікар Вернацький однаково уважно ставився як до російських, так і до французьких поранених, Наполеон І нагородив його орденом Почесного легіону .
Після війни 1812 року працював у Київському військовому шпиталі.
1826 року за вислугу років отримав чин колезького радника та записався в потомствене дворянство, при цьому змінив прізвище Вернацький на Вернадський.
У кабінеті Володимира Вернадского, над дверима до спальні, висіла старовинна літографія першого Президента США — Джорджа Вашингтона, на якого був дуже схожим Василь Іванович. Іван Васильович купив літографію та повісив її в кабінеті. Від нього вона перейшла до сина.

## Електронні джерела
- Вернадський Василь Іванович(рос.)